# Further Explorations
Further Explorations är ett livealbum från 2012 med jazzpianisten Chick Corea, basisten Eddie Gomez och trumslagaren Paul Motian.

## Låtlista

### Cd 1
1. Peri's Scope (Bill Evans) – 5:25
2. Gloria's Step (Scott LaFaro) – 6:16
3. They Say That Falling in Love Is Wonderful (Irving Berlin) – 7:19
4. Alice in Wonderland (Sammy Fain/Bob Hilliard) – 8:17
5. Song No. 1 (Bill Evans) – 6:14
6. Diane (Erno Rapee/Lew Pollack) – 6:20
7. Off the Cuff (Chick Corea/Eddie Gomez/Paul Motian) – 5:44
8. Laurie (Bill Evans) – 8:57
9. Bill Evans (Chick Corea) – 8:40
10. Little Rootie Tootie (Thelonious Monk) – 10:24

### Cd 2
1. Hot House (Tadd Dameron) – 5:31
2. Mode VI (Paul Motian) – 8:14
3. Another Tango (Chick Corea) – 6:52
4. Turn out the Stars (Bill Evans/Gene Lees) – 9:19
5. Rhapsody (Chick Corea) – 8:12
6. Very Early (Bill Evans) – 7:02
7. But Beautiful – Part I (Jimmy Van Heusen/Johnny Burke) – 3:41
8. But Beautiful – Part II (Jimmy Van Heusen/Johnny Burke) – 9:13
9. Puccini's Walk (Eddie Gomez) – 5:24

## Medverkande
- Chick Corea – piano
- Eddie Gomez – bas
- Paul Motian – trummor